# گروه ریون پراپرتی
گروه ریون پراپرتی (انگلیسی: Raven Property Group) شرکت هلدینگ بریتانیایی است، که در سال ۲۰۰۵ تأسیس شد.